# Bárcena (Camaleño)
Bárcena es una localidad del municipio de Camaleño (Cantabria, España). En el año 2023 contaba con una población de 16 habitantes (INE). La localidad está ubicada a 450 metros de altitud sobre el nivel del mar, y a 3 kilómetros de la capital municipal, Camaleño, barrio muy cercano a Los Llanos. Hay una casona con el escudo de Lavín o Lerín.